# Bless the Martyr and Kiss the Child
| Оценки критиков         | Оценки критиков       |
| Источник                | Оценка                |
| ----------------------- | --------------------- |
| AllMusic                | link                  |
| Cross Rhythms           | link                  |
| Exclaim!                | Highly favorable link |
| Jesusfreakhideout       | link                  |
| MusicOMH                | Highly favorable link |
| The Phantom Tollbooth   | link                  |
| Punknews.org            | link                  |
| Today's Christian Music | B link                |

Bless the Martyr and Kiss the Child (рус. Благословите мученика и поцелуйте дитя) — дебютный студийный альбом американской металкор-группы Norma Jean, выпущенный 13 августа 2002 года на лейбле Solid State Records. Это первый и последний альбом, в записи которого участвовали басист Джош Дулиттл и вокалист Джош Скогин; последний позже основал свою христкор-группу The Chariot. На песни «Memphis Will Be Laid to Waste» и «Face:Face» были сняты видеоклипы.

## Об альбоме
Ранее группа уже выпускала один студийный альбом под названием Throwing Myself, но тогда группа называлась «Luti-Kriss». Группа Luti-Kriss играла гибрид металкора и ню-метала, и ранее в группу входили Джош Своффорд (бас-гитара) и Мик Бэйли (клавишные, программирование). После их ухода, группа сменила своё название на «Norma Jean», кардинально сменив звучание в сторону маткора и христианского хардкора. Под новым названием группа записала две песни — «I Used to Hate Cellphones, but Now I Hate Car Accidents» и «The Shotgun Message», и выпустила их вместе с двумя песнями американской рок-группы mewithoutYou в качестве сплита — Norma Jean / mewithoutYou. На запись песни «Memphis Will Be Laid to Waste» был приглашён в качестве второго вокалиста Аарон Вайс из mewithoutYou.
В лимитированном издании альбома песня «Pretty Soon, I Don’t Know What, but Something Is Going to Happen» содержит сэмпл из американского психологического триллера 1998 года «π», снятый Дарреном Аронофски.
Весь альбом был записан в живую с небольшим наложением друг на друга звуков. В буклете сказано, что запись альбома проводилась без использования компьютеров.
Вдохновение на написание текста песни «Face:Face» было основано на прочтении 30 главы из Книги притчей Соломоновых.

## Список композиций
Все тексты написаны Джошом Скогином, вся музыка написана группой Norma Jean.
| №                   | Название                                                           | Длительность |
| ------------------- | ------------------------------------------------------------------ | ------------ |
| 1.                  | «The Entire World Is Counting on Me, and They Don't Even Know It»  | 3:10         |
| 2.                  | «Face:Face»                                                        | 3:31         |
| 3.                  | «Memphis Will Be Laid to Waste (при уч. Аарона Вайса)»             | 4:56         |
| 4.                  | «Creating Something Out of Nothing, Only to Destroy It»            | 6:22         |
| 5.                  | «Pretty Soon, I Don't Know What, but Something Is Going to Happen» | 15:50        |
| 6.                  | «The Shotgun Message»                                              | 1:37         |
| 7.                  | «Sometimes It's Our Mistakes That Make for the Greatest Ideas»     | 3:15         |
| 8.                  | «I Used to Hate Cell Phones, but Now I Hate Car Accidents»         | 5:02         |
| 9.                  | «It Was as If the Dead Man Stood Upon the Air»                     | 1:30         |
| 10.                 | «The Human Face, Divine»                                           | 5:41         |
| 11.                 | «Organized Beyond Recognition»                                     | 7:28         |
| Общая длительность: | Общая длительность:                                                | 58:28        |

## Участники записи
| - Джош Скогин — вокал - Скотти Генри — лид-гитара - Крис Джон Дэй — ритм-гитара - Джош Дулиттл — бас-гитара - Дэниел Дэвисон — барабаны | - Аарон Вайс — вокал («Memphis Will Be Laid to Waste»), бубен, пианино - Адам Дуткевич — продюсер - Norma Jean — продюсер - Алан Датчес — мастеринг - Рой Калвер — A&R - Дэвид Стюарт — фотограф |